# Niška Banja
Niška Banja (em cirílico: Нишка Бања) é um município da Sérvia localizado no distrito de Nišava, na região de Ponišavlje. A sua população era de 4180 habitantes segundo o censo de 2011.

## Demografia
| 1948 | 1953 | 1961 | 1971 | 1981 | 1991 | 2002 | 2011 |
| ---- | ---- | ---- | ---- | ---- | ---- | ---- | ---- |
| 910  | 1168 | 1991 | 3131 | 3854 | 4179 | 4437 | 4180 |